# Mina 2
Mina 2 è il decimo album in studio della cantante italiana Mina, pubblicato dall'etichetta Ri-Fi nel 1966.

## Storia
Nuovo lavoro da studio composto principalmente da brani cantati nella loro lingua originale, diversa dall'italiano. Augusto Martelli arrangia i brani e dirige la sua orchestra.
Venne pubblicato nel novembre 1966 in versione mono e un mese dopo in stereofonia con la stessa copertina, cambiando numero e serie di catalogo.
Pubblicato su CD nel 1997 a cura della RCA Italiana (catalogo 74321482612) e poi di nuovo nel 2009 dalla Halidon su CD (SRCD 6266), LP in vinile da 180 grammi (SRLP 09) e Picture disc (SRLPD 16), questi ultimi a tiratura limitata. Nel 2011 è stato rimasterizzato con tecniche digitali dalla Halidon su CD (SRCD 6296).
La versione destinata al mercato sud americano (Philips 82163), pubblicata su LP in Argentina e Uruguay nel 1967 e intitolata Mina 5 El Quinto Disco De La Ùnica, ha ordine dei brani differente e tutti i titoli tradotti in lingua spagnola; inoltre sostituisce Lontanissimo e Ebb Tide con Una casa in cima al mondo e Un anno d'amore, rispettivamente Una casa en la cima del mundo e Un año de amor.
I brani sono tutti mai incisi in precedenza dall'artista, tranne la traccia di apertura Se non ci fossi tu, pubblicata su singolo il mese prima, e i due titoli Lontanissimo e Ebb Tide sull'album precedente Studio Uno 66 di luglio.
Le canzoni cantate in spagnolo sono cover e si trovano su CD nelle raccolte España, mi amor... del 1992 e Mina latina due del 1999. Gli altri 5 brani in inglese o sono cover di Frank Sinatra o comunque canzoni incise anche dallo stesso Sinatra. Sono presenti nelle raccolte su CD Summertime del 1991 (esclusa Ebb Tide) e Mina canta Sinatra del 2007.
- Uno (Tango celebre) – Originale cantato da Libertad Lamarque e Juan José Miguez nella colonna sonora del film di Alberto de Zavalía, El fin de la noche (1943)
- Caminemos – Originale cantato dal Trio Los Panchos, 1948 (singolo 78 giri, Columbia 6309 X)[3]
- Angustia – Originale de La Sonora Matancera, 1951
- Lunedì 26 ottobre – Canzone in italiano che sarà estratta su singolo nel 1968.
- Invitation – Cover (mai ristampata) del brano originale in inglese cantato nel 1959 da Dakota Stanton.
- Full Moon and Empty Arms – Originale cantato da Frank Sinatra nel 1945
- I'm Glad There Is You – Originale dell'autore Jimmy Dorsey e la sua orchestra, 1948.
Reincisa da Mina in una nuova versione per l'album 12 (American Song Book) del 2012.
- My Melancholy Baby – Originale cantato da William Frawley nel 1912
- I'm a Fool to Want You – Originale di Frank Sinatra, anche autore, 1951

## Accoglienza
Durante il 1967 risulterà il diciassettesimo album più venduto in Italia. Al terzo posto della stessa graduatoria c'è ancora Mina con Sabato sera – Studio Uno '67.

## Tracce

### Lato A
1. Se non ci fossi tu – 2:27 (testo: Vito Pallavicini – musica: Mario Rusca; edizioni musicali Settebello)
2. Uno (Tango Celebre) – 2:55 (Enrique Santos Discépolo, Marianito Morés; edizioni musicali Southern)
3. Full Moon and Empty Arms – 2:46 (Ted Mossman, Buddy Kaye; edizioni musicali Barton)
4. I'm Glad There Is You – 2:26 (Jimmy Dorsey, Paul Madeira; edizioni musicali Chappell)
5. Lontanissimo (Somewhere) – 2:04 – da Studio Uno 66, 1966
6. Caminemos – 2:34 (Herivelto Martins, Alfredo Gil; edizioni musicali Southern)

### Lato B
1. Lunedì 26 ottobre – 2:36 (testo: Franco Califano – musica: Gigi Cichellero, Josè Marchese; edizioni musicali Settebello)
2. Ebb Tide – 2:43 – da Studio Uno 66, 1966
3. Invitation – 3:04 (Paul Francis Webster, Bronislau Kaper; edizioni musicali Curci)
4. Angustia – 3:07 (Orlando Brito; edizioni musicali Peersongs)
5. My Melancholy Baby – 3:21 (George Norton, Ernie Burnett; edizioni musicali Francis Day)
6. I'm a Fool to Want You – 1:54 (Frank Sinatra, Jack Wolf, Joel Heron; edizioni musicali Barton)